# 比弗島 (密西根湖)
比弗島（英語：Beaver Island）是美國密西根湖北部的一座島嶼，面積145平方公里，是密西根湖最大的島嶼。行政上劃屬密西根州夏利華縣管轄。潘恩鎮區佔了比弗島大部分，聖詹姆斯鎮區則涵蓋比弗島最北部以及附近島嶼。
在1850年代，由詹姆斯·斯特朗領導的斯特朗派摩門教以比弗島為主要據點試圖建立一個摩門教政權。斯特朗的信徒將非摩門教徒視為敵人，經常與密西根沿岸的漁民發生衝突，直到1856年詹姆斯·斯特朗被刺殺為止。

## 外部連結
- OpenStreetMap上有關比弗島 (密西根湖)的地理